# Walter Fabian Schmid

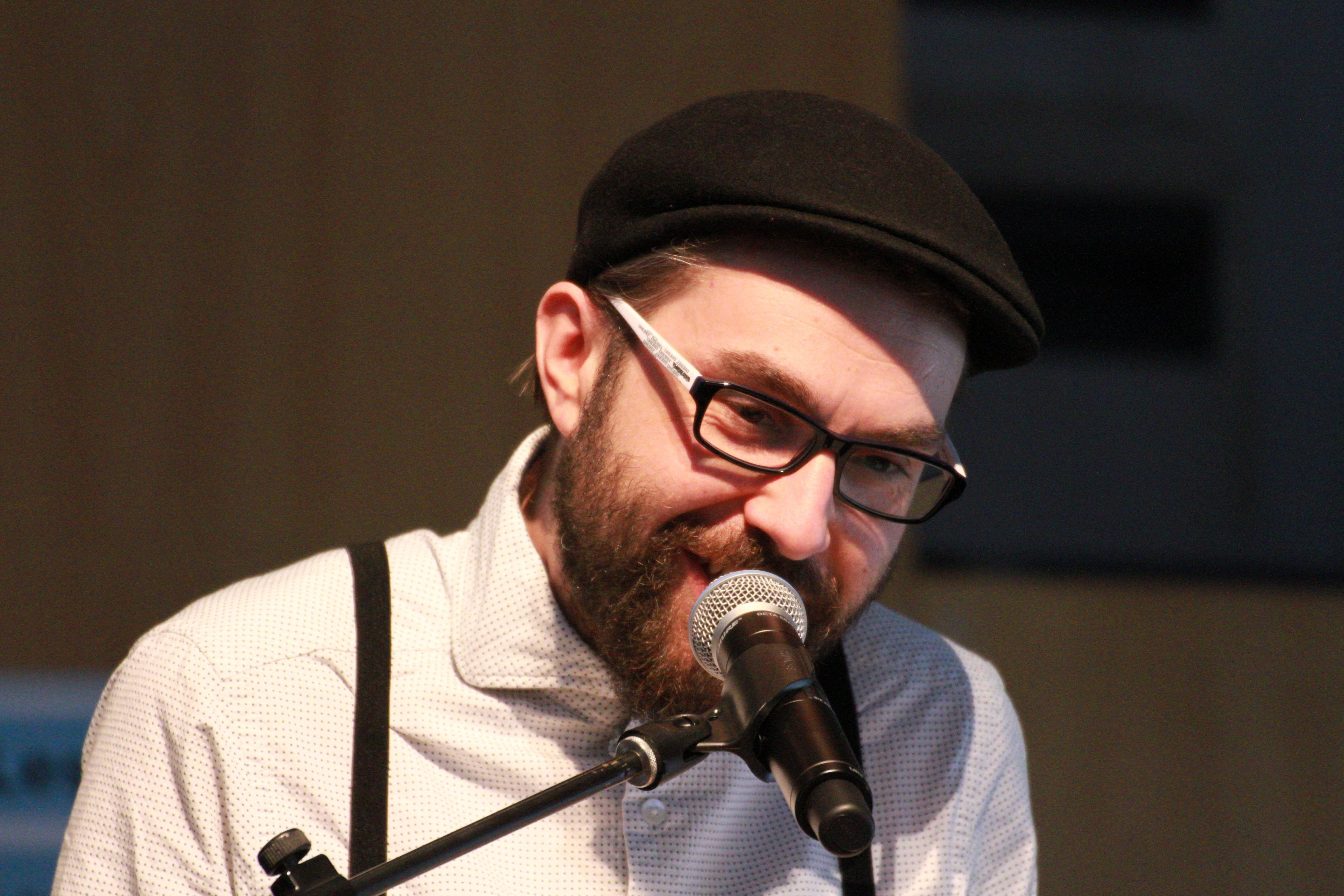
Walter Fabian Schmid beim Leonce-und-Lena-Preis 2015.

Walter Fabian Schmid (* 25. Mai 1983 in Regen, heimatberechtigt in Appenzell)  ist ein Schweizer Schriftsteller und Literaturvermittler.

## Leben
Walter Fabian Schmid wuchs im Bayerischen Wald auf. Er studierte Lehramt und Diplom-Germanistik mit Schwerpunkt Literaturvermittlung in Bamberg. Während des Studiums arbeitete er als Stadtführer und Schauspieler beim Kinder- und Jugendtheater Chapeau Claque sowie als wissenschaftlicher Mitarbeiter bei Friedhelm Marx am Lehrstuhl für Neuere deutsche Literaturwissenschaft.
Von 2008 bis 2011 war er Redaktor des poetenladens in Leipzig. Er gründete gemeinsam mit Tristan Marquardt die Lesereihe Meine drei lyrischen Ichs in München. Als freier Mitarbeiter arbeitete er unter anderen für das Lyrik Kabinett und den Schweizer Buchhandels- und Verlags-Verband. Neben Lyrik verfasst er auch Prosa und Erzählungen. Er lebt in Laupen.

## Auszeichnungen
- 2010: Internationaler Hermann-Hesse-Preis
- 2011: Nominierung für den Leonce-und-Lena-Preis
- 2011, 2013: Finalist des Lyrikpreises Münchens
- 2014: Teilnehmer des open mike
- 2014: Werkbeitrag des Kantons Bern
- 2014: Werkbeitrag der Stadt Biel/Bienne
- 2014: Werkbeitrag der Stadt Solothurn
- 2015: Werkbeitrag der UBS Kulturstiftung
- 2015: Nominierung für den Leonce-und-Lena-Preis
- 2020: Nominierung für den Dresdner Lyrikpreis

## Bücher
- stimmapparatvibrato. Gedichte. parasitenpresse, Köln 2018, ISBN 978-3-947676-13-2.
- Die Lost Places zucken noch. Gedichte. edition offenes feld, Dortmund 2022, ISBN 978-3-7568-5183-6.
- Schleuser. Erzählung. edition offenes feld, Dortmund 2024, ISBN 978-3-7578-2917-9.

## Beiträge in Anthologien (Auswahl)
- Matthias Kniep, Karin Fellner (Hrsg.): Jahrbuch der Lyrik 2024/25. Schöffling, Frankfurt am Main 2024, ISBN 978-3-89561-209-1.
- Erich Kästner Museum (Hrsg.): Dresdner Lyrikpreis 2020. Voland & Quist, Dresden 2020, ISBN 978-3-942375-53-5.
- Fritz Deppert, Christian Döring, Hanne F. Juritz (Hrsg.): Leuchtendes Legato in Moll. Brandes und Apsel, Frankfurt am Main 2014, ISBN 978-3-95558158-9.
- Christoph Buchwald, Jan Wagner (Hrsg.): Jahrbuch der Lyrik 2013. Deutsche Verlags-Anstalt, München 2013, ISBN 978-3-42104573-7.
- Anja Bayer, Daniela Seel (Hrsg.): all dies hier, Majestät, ist deins. Lyrik im Anthropozän. kookbooks, Berlin 2016, ISBN 978-3-937445-80-9.
- Fritz Deppert, Christian Döring, Hanne F. Juritz (Hrsg.): Windklug wie Sand. Brandes und Apsel, Frankfurt am Main 2011, ISBN 978-3-86099-714-7.

## Vertonungen
Leo Dick: Seltene Erde. Hauntologischer Liederzyklus für Gesang und Klavier. UA 2024 im Rahmen der LIEDBasel mit Sophia Burgos, Sopran und Daniel Arkadij Gerzenberg, Klavier